# Takahide Hosokawa
Takahide Hosokawa ( * 1909 - 1981 ) es un botánico japonés. Ha realizado extensas expediciones botánicas, como la de Micronesia de 1933, 1936, y de 1941. Y se desempeñó largamente en el "Instituto Biológico", de la "Facultad de Ciencias, Universidad Kyushu, Fukuoka.

## Algunas publicaciones
- 1934a.  A Preliminary Account of the Phytogeographical Study on Truk, Caroline
- 1934b. Preliminary account of the vegetation of the Marianne islands group. 2 pp.
- 1950. Miscellaneous papers on vegetation of certain Pacific Islands
- 1952.  Phytophysiognomy of Kusaie. [Report / U.S. Geological Survey, Pacific Geological Surveys
- 1953.  On the Campnosperma forests of Kusaie in Micronesia, with special reference to the community units of epiphytes. Plant Ecology 5-6- ( 1 ): 351-360
- 1954.  On the synchorological and floristic trends and discontinuities in regard to the Japan-Liukiu-Formosa area. Plant Ecology 8 ( 2 ): 65-92
- 1959.  On the Detailed Structure of a Corticolous Community Analysed on the Basis of Interspecific Association
- Miyata, I; T Hosokawa. The perpetuation of representative examples of past vegetation by control of fire. Ecology 42 (4 )
- 1973.  Bibliography of Takahide Hosokawa on his retirement. 5 pp.

### Libros
- 1935.  An enumeration of Gramineae hitherto known from Micronesia under the Japanese mandate (Contributions from the Herbarium of Taihoku Imperial University). 325 pp.

- La abreviatura «Hosok.» se emplea para indicar a Takahide Hosokawa como autoridad en la descripción y clasificación científica de los vegetales.[2]